# 449 Hamburga
449 Hamburga eller 1899 EU är en asteroid i huvudbältet, som upptäcktes 31 oktober 1899 av de tyska astronomerna Max Wolf och Friedrich Karl Arnold Schwassmann i Heidelberg. Den är uppkallad efter den tyska staden Hamburg.
Asteroiden har en diameter på ungefär 85 kilometer.